# Julen Irizar
Julen Irizar Laskurain (Vergara, 26 de marzo de 1995) es un ciclista español que fue profesional entre 2017 y 2022.

## Trayectoria
Debutó como profesional con el equipo Euskadi Basque Country-Murias en 2017 donde estuvo como stagiaire un año antes. Como amateur destacó ganando etapas en la Vuelta a Segovia o en la Vuelta a Castellón.
Después de seis años en el profesionalismo, en 2022 decidió poner fin a su carrera.

## Palmarés
2018
- 1 etapa del Gran Premio Nacional 2 de Portugal

## Equipos
- Euskadi Basque Country-Murias (2017-2019)
- Euskaltel-Euskadi[5] (2020-2022)